# Michael Dawson
Michael Richard Dawson (Northallerton, 18 de novembro de 1983) é um ex-futebolista inglês que atuava como zagueiro. Seu último clube foi o Nottingham Forest.

## Títulos
- Copa da Liga Inglesa: 2007–08[3]